# Епархия Санто-Томе
Епархия Санто-Томе (лат. Dioecesis Sancti Thomae in Argentina) — епархия Римско-Католической церкви с центром в городе Санто-Томе, Аргентина. Епархия Санто-Томе входит в митрополию Корриентеса. Кафедральным собором епархии Санто-Томе является церковь Непорочного Зачатия Пресвятой Девы Марии.

## История
3 июля 1979 года Папа Римский Иоанн Павел II выпустил буллу «Romani est Pontificis», которой учредил епархию Санто-Томе, выделив её из архиепархии Корриентеса и епархии Гойи.

## Ординарии епархии
- епископ Carlos Esteban Cremata (3.07.1979 — 2.03.1985);
- епископ Альфонсо Дельгадо Эверс (20.03.1986 — 25.02.1994), назначен епископом Посадаса;
- епископ Francisco Polti Santillán (13.07.1994 — 17.05.2006), назначен епископом Сантьяго-дель-Эстеро;
- епископ Hugo Santiago (5.12.2006 — 21.12.2016).
- епископ Gustavo Alejandro Montini (с 16 декабря 2016 года)